# Kariota parząca
Kariota parząca (Caryota urens) – gatunek rośliny z rodziny arekowatych. Inne nazwy – kłapidło parzące, kropidla parząca, orzechowa palma. Występuje w Indiach, Sri Lance, Indochinach i Malajach.

## Morfologia
Drzewo dorastające do 20 m wysokości o liściach umiejscowionych na szczycie pnia. Są długie – do 4 metrów, nieparzystopierzaste, listki trójkątne w szczytowej części są ząbkowane. Kwiatostan miotlasty, zwisający. Kwiat skupiony po 3 sztuki (1 żeński i 2 męskie). Owoc – jagoda o 1-2 nasionach w kolorze żółtawym lub czerwonawym. Owoce są kwaśne i parzące.

## Zastosowanie
Pędy (sam wierzchołek) wykorzystywane są jako jarzyna. Rdzeń kłodziny dostarcza mączkę (sago). Sok z naciętych kwiatostanów (z jednego kwiatostanu pozyskuje się do 14 l) służy do wyrobu wina palmowego, araku i cukru palmowego. Młode liście są jadalne, wykorzystywane są też jako pasza, z pochew liściowych pozyskuje się włókna służące głównie do wyrobu szczotek. Drewno użyteczne, wykorzystywane jako budulec.